# Godfrey Wakaabu
Godfrey Wakaabu est un boxeur ougandais né le 1er janvier 1970.

## Carrière
Godfrey Wakaabu est médaillé d'argent dans la catégorie des poids super-légers aux Jeux africains du Caire en 1991, s'inclinant en finale contre le Nigérian Moses James.
Aux Jeux olympiques d'été de 1992 à Barcelone, il est éliminé au premier tour dans la catégorie des poids super-légers par le Canadien Mark Leduc.